# Television Personalities
Television Personalities är en brittisk post-punk-grupp med varierande medlemmar. Bandet bildades 1977. Den ende konstanta medlemmen i bandet är singer/songwritern Dan Treacy. 

## Diskografi

### Studioalbum
- …And Don't the Kids Just Love It – 1981
- Mummy Your Not Watching Me – 1981
- They Could Have Been Bigger Than the Beatles – 1982
- The Painted Word – 1984
- Privilege – 1989
- Closer to God – 1992
- I Was a Mod Before You Was a Mod – 1995
- Do You Think If You Were Beautiful You'd Be Happy? – 1995
- Don't Cry Baby It's Only a Movie – 1998
- My Dark Places – 2006
- Are We Nearly There Yet? – 2007

### Livealbum
- Chocolat-Art: A Tribute To James Last – 1985
- Camping in France – 1991
- Made in Japan – 1996

### Samlingsalbum
- Yes Darling, But is It Art? – 1995
- Part Time Punks: The Very Best Of Television Personalities – 1999
- The Boy Who Couldn't Stop Dreaming – 2000
- Fashion Conscious: The Little Teddy Years – 2002
- And They All Lived Happily Ever After – 2005

### Singlar och EP
- Where's Bill Grundy Now? (EP) – 1978
- Three Wishes (EP) – 1982
- Salvador Dali's Garden Party (EP) – 1989
- "Goodnight Mr. Spaceman" – 1993